# Kany Garcia (album)
Kany García è il terzo album della cantante portoricana omonima. Viene pubblicato il 31 luglio 2012, e prodotto da Paul Forat e Julio Reyes Copello insieme a Kany García per la Sony BMG.
L'album è stato registrato a Bogotà, in Colombia.

## Tracce
| #  | Titolo                                                | Durata |
| -- | ----------------------------------------------------- | ------ |
| 1  | "Me quedo"                                            | 3:20   |
| 2  | "Cuando se va el amor"                                | 4:09   |
| 3  | "Que te vaya mal"                                     | 2:33   |
| 4  | "Adios"                                               | 3:29   |
| 5  | "Demasiado bueno"                                     | 2:45   |
| 6  | "Esta soledad" (ft. Dani Martín)                      | 3:14   |
| 7  | "Que me quieras" (ft. Jorge Celedón & Jimmy Zambrano) | 3:05   |
| 8  | "Pasaporte"                                           | 3:48   |
| 9  | "Hoy ya me voy" (ft. Franco De Vita)                  | 3:54   |
| 10 | "Alguien"                                             | 3:03   |
| 11 | "Estigma de amor" (ft. Antonio Carmona)               | 3:28   |
| 12 | "Si yo me olvido"                                     | 3:23   |